# Pseudosparianthis cubana
Pseudosparianthis cubana är en spindelart som beskrevs av Banks 1909. Pseudosparianthis cubana ingår i släktet Pseudosparianthis och familjen jättekrabbspindlar.
Artens utbredningsområde är Kuba. Inga underarter finns listade i Catalogue of Life.